# Needle Peak
Der Needle Peak (englisch für Nadelspitze; in Chile gleichbedeutend Pico Aguja; in Argentinien Pico Característico, spanisch für Unverwechselbarer Berg) ist ein 370 m hoher, schwarzer und spitz aufragender Berg auf der Livingston-Insel im Archipel der Südlichen Shetlandinseln. Er ragt am Westufer der Brunow Bay an der Südküste der Insel auf.
Der britische Seefahrer James Weddell benannte ihn 1825 als Barnards Peak nach Charles Barnard (1781–1840), Kapitän des 1820 bis 1821 vor den Südlichen Shetlandinseln operierenden Robbenfängers Charity of New York. Diese Benennung setzte sich jedoch nicht durch und findet sich heute stattdessen in Form des Barnard Point wieder. Wissenschaftler der britischen Discovery Investigations gaben dem Berg seinen deskriptiven Namen.
Im Composite Gazetteer of Antarctica werden der Needle Peak und der Pico Característico getrennt voneinander gelistet. Die Verortung und die Objektbenennung lassen jedoch eindeutig darauf schließen, dass es sich um denselben Berg handelt.